# Serving a Summons
Serving a Summons è un cortometraggio muto del 1907 diretto da A.E. Coleby.

## Trama
Un poliziotto si reca a consegnare una notifica giudiziaria a una coppia; viene invitato a entrare e la donna gli offre da bere; il bicchiere però scompare non appena lo prende in mano, così come tutto il resto di quello che tocca. Il poliziotto è vittima di un trucco architettato dalla coppia. Stupefatto dagli eventi, non gli resta che uscire dalla casa dove però cade all'interno di un secchio di calce. Alla fine arresta la coppia.